# Willamina
Willamina is een plaats (city) in de Amerikaanse staat Oregon, en valt bestuurlijk gezien onder Polk County en Yamhill County.

## Demografie
Bij de volkstelling in 2000 werd het aantal inwoners vastgesteld op 1844. In 2006 is het aantal inwoners door het United States Census Bureau geschat op 1901, een stijging van 57 (3,1%).

## Geografie
Volgens het United States Census Bureau beslaat de plaats een oppervlakte van 2,3 km², waarvan 2,2 km² land en 0,1 km² water.

## Plaatsen in de nabije omgeving
De onderstaande figuur toont nabijgelegen plaatsen in een straal van 24 km rond Willamina.